# Julio Sánchez Padilla
Julio César Sánchez Padilla (Santa Lucía, Canelones, 4 de junio de 1932 - Montevideo, 20 de diciembre de 2020) fue un empresario, periodista y político uruguayo, perteneciente al Partido Colorado.

## Biografía
En su juventud se desempeñó como árbitro de básquetbol; llegó a arbitrar partidos en los Juegos Olímpicos de Roma 1960 y Tokio 1964.
Empresario transportista, propietario de la compañía de ómnibus interdepartamental CITA (Compañía Interdepartamental de Automotores S.A.). Presidió la Cámara del Transporte del Uruguay; institución de la que fue nombrado presidente vitalicio.
Periodista deportivo de larga trayectoria, desde 1970 condujo durante 47 años el programa televisivo por Canal 5 "Estadio Uno", uno de los de más larga permanencia ininterrumpida en los medios a nivel mundial, por lo cual figura en el Libro Guinness. El equipo del programa estaba compuesto por Julio Sánchez Padilla, Silvia Pérez, Ariel Alsina, Mario Bardanca, Axel Fucks y Enrique Yanuzzi.
Fue militante del Partido Colorado. En los años 1990 fue diputado suplente por el departamento de Canelones por el sector Unión Colorada y Batllista.
Estaba casado con María Teresita de Paula Clavijo con quien tuvo 4 hijos: Claudia, Mónica, Verónica y Julio Ricardo.

## Premios
- 2008, Premio Tabaré de Oro.[10]
- 2013, Premio Iris por su trayectoria.[11]
- 2017, Premio Sol de Oro, galardonado con el principal premio que el sector turístico otorga en Uruguay.[12][9]